# Rupicola peruvianus
O galo-da-serra-andino (Rupicola peruvianus) é uma espécie de pássaro nativa da Cordilheira dos Andes, do sul da Venezuela a Bolívia. A outra espécie do gênero é o galo-da-serra-do-pará (R. rupicola), encontrada mais ao leste, ao norte do Rio Amazonas. É um animal de pequeno porte atingindo cerca de 30cm, com cauda e bico pequenos e uma crista achatada lateralmente, maior nos machos. O macho possui brilhante coloração laranja-avermelhada com cauda e asas pretas, já as fêmeas um enfadonho laranja-amarronzado.
Pertence ao gênero Rupicola junto com o galo-da-serra-do-pará e foi descrito por John Latham em 1790. Essas são as quatro subespécies reconhecidas e suas respectivas distribuições geográficas: 
- R. p. peruvianus, (Latham 1790) - centro do Peru
- R. p. aequatorialis, (Taczanowski 1889) - oeste da Colômbia e noroeste do Equador
- R. p. sanguinolentus, (Gould 1859) - leste da Colômbia a oeste da Venezuela, leste do Equador e leste do Peru
- R. p. saturatus, (Cabanis and Heine 1859) - sudeste do Peru e leste da Bolívia